# Eugen von Ransonnet-Villez

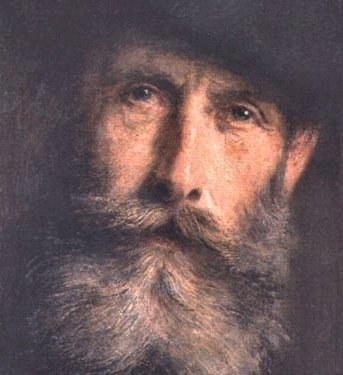
Eugen Freiherr Ransonnet von Villez

Eugen Freiherr von Ransonnet-Villez (* 7. Juni 1838 in Hietzing bei Wien; † 28. Juni 1926 in Nußdorf am Attersee) war ein österreichischer Diplomat, Maler, Lithograph, Biologe und Forschungsreisender.

## Leben

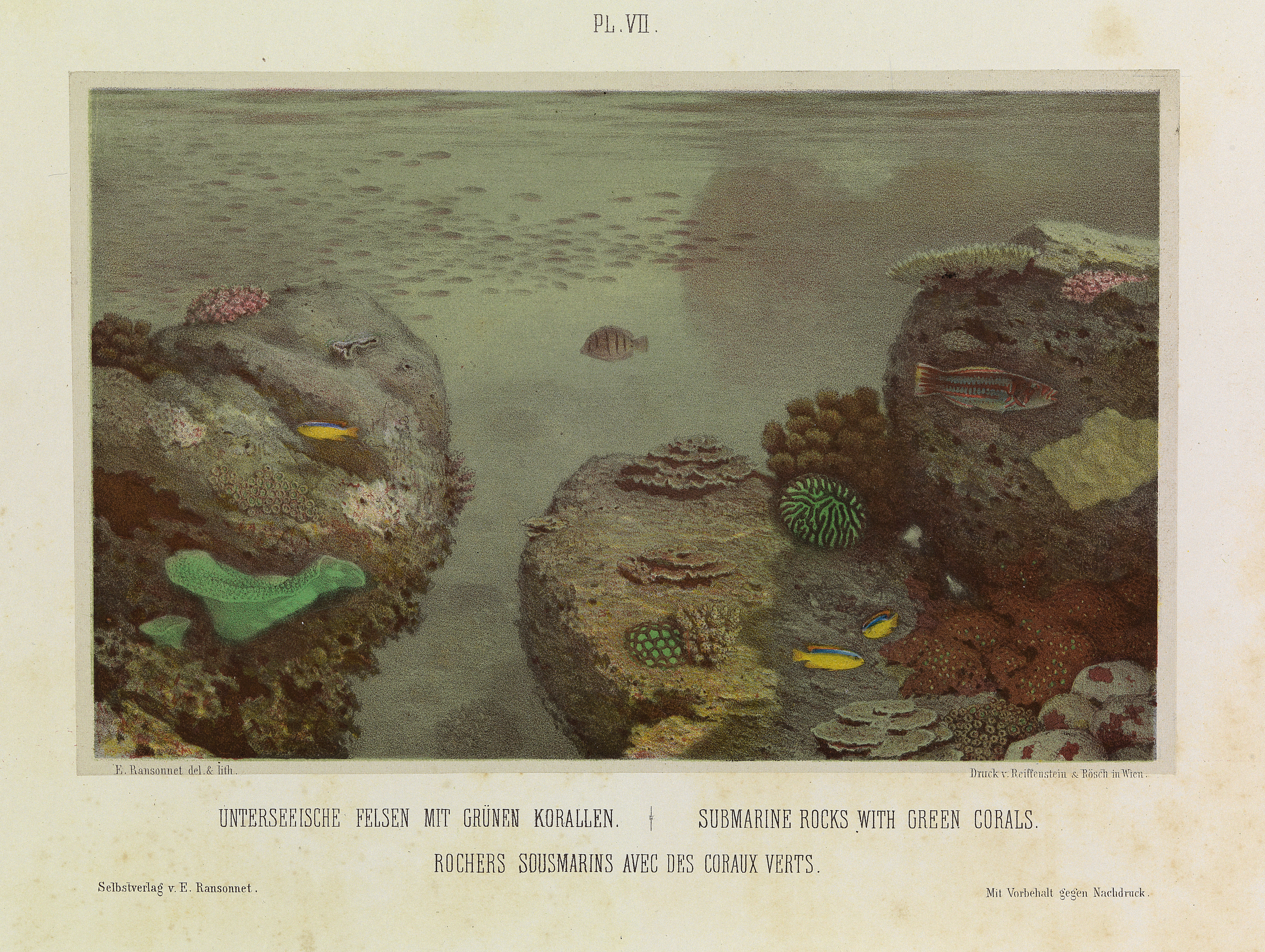
Unterseeische Felsen mit grünen Korallen. Farblithographie von Eugen von Ransonnet-Villez

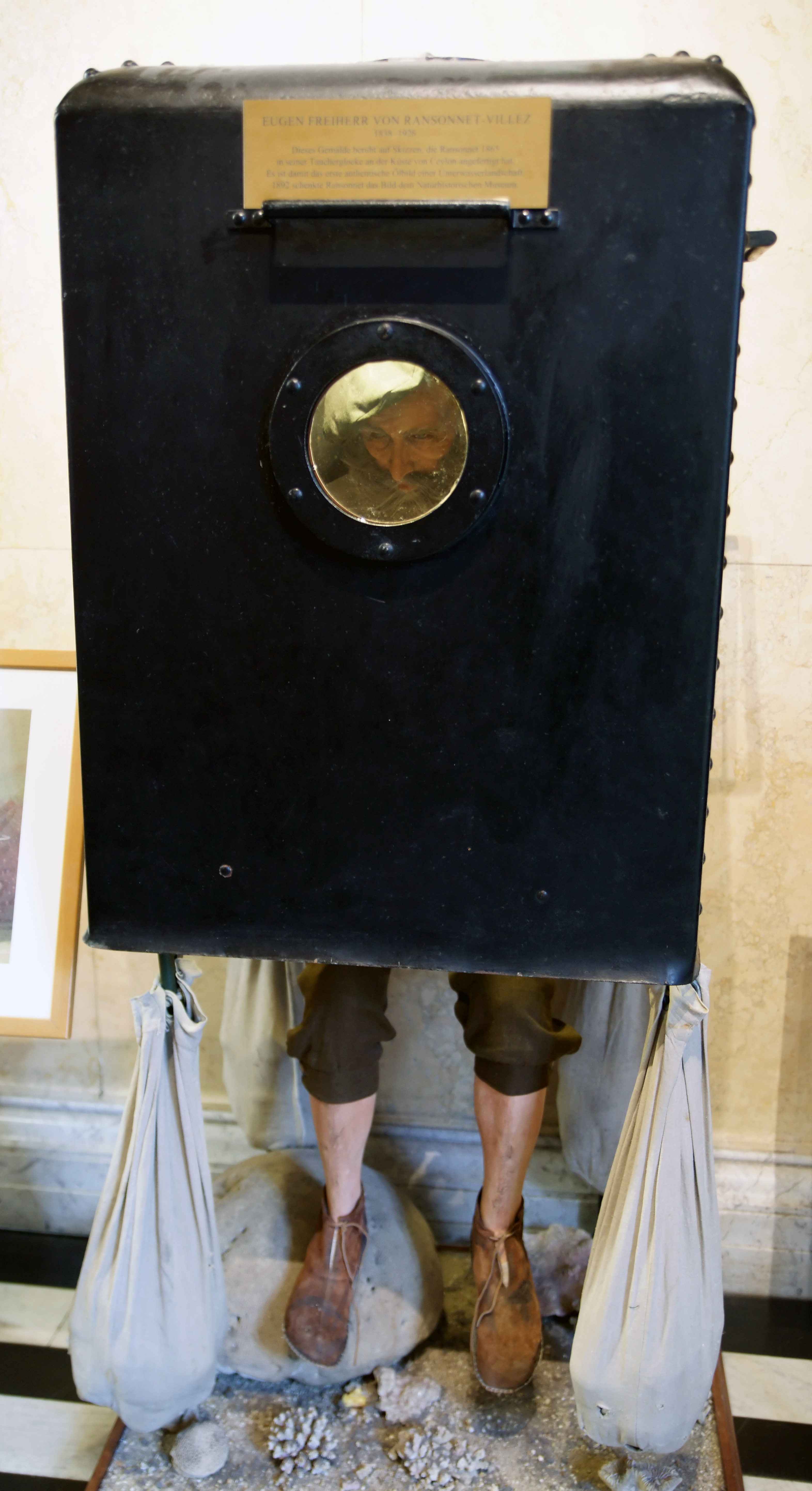
Taucherglocke von Eugen von Ransonnet-Villez, Naturhistorisches Museum Wien

Er war der Sohn des Geheimrates Karl Freiherr Ransonnet von Villez, Vizepräsident des Obersten Rechnungshofes und der Margarethe, Tochter des Feldmarschallleutnants Franz Ludwig Graf von Bigot de Saint-Quentin. Er begann bereits mit elf Jahren ein Studium an der Akademie der bildenden Künste Wien.
Von 1855 bis 1858 studierte er Rechtswissenschaften in Wien und trat 1858 als Ministerialoffizial in das k.u.k. Ministerium für Äußeres ein. Damit begann auch seine diplomatische Laufbahn.
In seiner Freizeit galt seine ganze Liebe den Naturwissenschaften, der Photographie und der Malerei, vor allem aber der Farblithographie.
Ab 1860 bereiste er Palästina, Ägypten, Indien und Japan, wo er neben seiner diplomatischen Tätigkeit auch zu tauchen begann. Er ließ sich nach seinen Angaben eine Taucherglocke bauen, um unter Wasser Skizzen für seine Gemälde anzufertigen. Die Glocke hatte eine Luftzufuhr von einem Boot, ein Bullauge, eine Sitzgelegenheit und sechs Kanonenkugeln zur Beschwerung. Damit war Ransonnet der erste Unterwasserzeichner. Er verwendete die Glocke in relativ seichtem Wasser und gibt, in seiner Publikation: Sketches of the inhabitants, animal life and vegetation in the lowlands and high mountains of Ceylon, as well as the submarine scenery near the coast, taken in a diving bell. (Vienna, printed for the author by Gerold, 1867) detaillierte Angaben, wie Farben unter Wasser verfremdet wirken. Neben den Gewässern vor Ceylon tauchte er auch im Roten Meer, im Golf von Akaba, vor der Küste von Dalmatien und im Attersee. Der Freiherr war der erste Sommergast in Nussdorf am Attersee und hinterließ hier bedeutende Spuren. So ließ er sich dort von 1871 bis 1873 eine Villa in bürgerlich feudalem Stil errichten, in dessen parkartig angelegten Gärten er exotische Bäume und Gewächse pflanzte, die er von seinen Reisen mitgebracht hatte und gründete 1886 den „Union Yacht Club Attersee“. Er gilt als Begründer des Tourismus am Attersee. Zur Erinnerung wurde der Ransonnet-Themenweg angelegt und mit sieben Tafeln beschildert, die über Leben und Wirken des Künstlers informieren. Auch in Dalmatien baute er sich eine Villa.
Auf seinen Reisen malte er Landschaften und entwarf Skizzen zu Lithographien für seine Bücher und Publikationen anderer Autoren. Er veröffentlichte unter anderem Reise von Kairo nach Tor zu den Korallenbänken des Rothen Meeres (Wien 1863), Unterseeische Landschaft, mehrere auf beschichtetem Papier gemalte Bilder unter einer Taucherglocke mit der Fauna und Flora der Korallenriffe des Indischen Ozeans (um 1864/65), Sketches of the Inhabitants, Animal Life and Vegetation … of Ceylon, mit 22 getönten und vier farbigen Lithographien (Wien, 1867; Deutsch: Braunschweig, 1868), Skizzen aus Singapore und Johor (1868) sowie Reisebilder aus Ostindien, Siam, China und Japan (Graz 1912). Des Weiteren schuf er Lithographien zu Pflanzenleben von Anton Kerner von Marilaun (Leipzig & Wien 1890–91). Das einzige Unterwasser-Ölgemälde schenkte er 1892 dem Naturhistorischen Museum in Wien zusammen mit über 5000 zoologischen Artefakten, die er auf seinen Erkundungen gesammelt hatte.
In seiner Zeit als Diplomat brachte er 1869 das erste Klavier (Bösendorfer) nach Japan und spielte dem Tenno vor.
Seine Einmann-Taucherglocke mit versetzbaren Ankergewichten basierte auf der Erfindung von Franz Kessler. Eine maßstabsgetreuer Nachbau der Glocke ist im Naturhistorischen Museum in Wien ausgestellt.

## Familie
Eugen vermählte sich am 15. Oktober 1870 mit Agathe, Tochter des Johann Heinrich Freiherren von Geymüller. Von deren vier Kindern überlebte lediglich Eugénie-Caroline (1880–1971) das Kindes- bzw. Jugendalter. Nach dem Tod Ransonnets erbte sie das Anwesen. Sie blieb ledig. In ihrem Testament hatte sie 1956 verfügt, dass der Besitz dem Linzer Priesterseminar als Erholungsheim für Theologen zufallen sollte. In der Villa der Freiin Ransonnet lebte bis 1949 auch der Künstler Sigmund Walter Hampel. Er war bei der Gesellschaft der Wiener Avantgarde und auch beim 1900 gegründeten Hagenbund, drei Jahre nach der Wiener Secession entstanden, und verstarb 1949 in der Villa.